# Barry Greenstein
Barry Greenstein (* 30. Dezember 1954 in Chicago, Illinois) ist ein professioneller US-amerikanischer Pokerspieler und Autor. Er ist dreifacher Braceletgewinner der World Series of Poker sowie dreifacher Titelträger der World Poker Tour. Greenstein ist seit 2011 Mitglied der Poker Hall of Fame und wurde 2019 als einer der 50 besten Spieler der Pokergeschichte genannt.

## Pokerkarriere

### Werdegang
Seinen ersten Kontakt mit Poker hatte Greenstein schon sehr früh, als er seinen Vater nach der Bedeutung der Plastikchips fragte, die auf dem Tisch des Esszimmers standen. Sein Vater, Jack Greenstein, war während des Zweiten Weltkriegs ein erfolgreicher Pokerspieler in der Armee. Nach seinem Schulabschluss studierte Barry Greenstein an der University of Illinois at Urbana-Champaign Mathematik und Informatik. Bis er sich mit 36 Jahren ganz dem Pokerspiel zuwandte, arbeitete er bei Symantec. Greenstein hat zwei Kinder und vier Stiefkinder und lebt derzeit in Rancho Palos Verdes in Kalifornien. Sein Stiefsohn Joe Sebok ist ebenfalls ein professioneller Pokerspieler.
Im Jahr 2005 veröffentlichte Greenstein ein Pokerbuch mit dem Titel Ace on the River: An Advanced Poker Guide (zu deutsch: Ass auf dem River). Greenstein ist bekannt dafür, dass er allen Spielern, die ihn bei einem Turnier eliminieren, sein Buch mit einem Autogramm und der genauen Hand, mit der er ausgeschieden ist, zukommen lässt. Im Oktober 2011 wurde Greenstein in die Poker Hall of Fame aufgenommen. Im Rahmen der 50. Austragung der World Series of Poker wurde er im Juni 2019 als einer der 50 besten Spieler der Pokergeschichte genannt.
Greenstein spendet seit geraumer Zeit alle Turniereinnahmen wohltätigen Organisationen und ist deshalb auch als Robin Hood des Pokers bekannt. Seinen Lebensunterhalt verdient er mit Cash Games. Greenstein war bis März 2019 Mitglied des Team PokerStars. Er trat außerdem regelmäßig in der Fernsehserie High Stakes Poker auf. Insgesamt hat sich Greenstein mit Poker bei Live-Turnieren mehr als 8,5 Millionen US-Dollar erspielt.

### Braceletübersicht
Greenstein kam bei der WSOP 132-mal ins Geld und gewann drei Bracelets:
| Jahr | Buy-in (in $) | Turnier                      | Teilnehmer | Preisgeld (in $) |
| ---- | ------------- | ---------------------------- | ---------- | ---------------- |
| 2004 | 5000          | No Limit Deuce to Seven Draw | 046        | 296.200          |
| 2005 | 1500          | Pot Limit Omaha              | 291        | 128.505          |
| 2008 | 1500          | Seven Card Razz              | 453        | 157.643          |

## Werke
- Buch Ace on the River: An Advanced Poker Guide – Last Knight Publishing Company, 2005, ISBN 978-0972044226.